# Paudash Lake
Paudash Lake är en sjö i Kanada.   Den ligger i countyt Haliburton County och provinsen Ontario, i den sydöstra delen av landet, 190 km väster om huvudstaden Ottawa. Paudash Lake ligger 341 meter över havet. Arean är 6,0 kvadratkilometer. Den sträcker sig 6,9 kilometer i nord-sydlig riktning, och 3,1 kilometer i öst-västlig riktning.
I omgivningarna runt Paudash Lake växer i huvudsak blandskog. Runt Paudash Lake är det mycket glesbefolkat, med 2 invånare per kvadratkilometer.